# Georg Christian Adler
Georg Christian Adler (* 6. Mai 1724 in Alt-Brandenburg; † 2. November 1804 in Altona, Holstein) war ein deutscher Prediger, Privatgelehrter und Altertumsforscher.

## Leben
Er war der Sohn des gleichnamigen Kant’schen Lehrers am „Collegium Fridericianum“, Georg Christian Adler (1674–1751) aus Wohlbach im Vogtland, und der Emerentia Zedelt (ca. 1696–1738). Adler heiratete im Jahr 1755 Johanna Elise Schultze (* um 1732; † 3. April 1806). Aus dieser Ehe stammen der Theologe und Orientalist Jacob Georg Christian Adler (1756–1834) und der Jurist Johann Christoph Georg Adler (1758–1815).
Adler studierte in Halle Theologie. Er kam im Jahr seiner Hochzeit 1755 als Prediger ins schleswigsche Arnis und wechselte 1758 nach Sarau. Schon ein Jahr später ging er 1759 nach Altona, wo er 1791 zum Propst an der evangelisch-lutherischen Hauptkirche St. Trinitatis ernannt wurde.
Neben seiner beruflichen Tätigkeit als Geistlicher beschäftigte er sich als damals hochgeachteter Privatgelehrter mit dem alten Rom und schrieb mehrere wissenschaftliche Werke. In den Jahren 1775/1776 gab er in Hamburg die Ausführliche Abhandlung der römischen Alterthümer des königlich dänischen Mediziners und Altertumforschers Georg Christian Maternus de Cilano (1696–1773) heraus sowie in den Jahren 1778/1779 die acht Bände Des Titus Livius aus Padua Römische Geschichte in der Übersetzung von Cilano. Im Jahr 1792 war er in Altona Herausgeber des durch eigene Kommentare ergänzten Buches Sexti Iulii Frontini de Aquae ductibus urbis Romae von Sextus Iulius Frontinus.

## Veröffentlichungen (Auswahl)
- Ausführliche Beschreibung der Stadt Rom, mit 15 gefalteten Kupferstichen und Plänen, 4 Bände, Altona 1781–1782
- Nachricht von den Pomtinischen Sümpfen und deren Austrocknung mit einer genauen Charte derselben, Verlag Bohn, Hamburg 1783